# Pentellina
Pentellina es un género de foraminífero bentónico considerado un sinónimo posterior de Miliola de la subfamilia Miliolinae, de la familia Miliolidae, de la superfamilia Milioloidea, del suborden Miliolina y del orden Miliolida. Su especie tipo era Pentellina heberti. Su rango cronoestratigráfico abarcaba el Ypresiense (Eoceno inferior).

## Clasificación
Pentellina incluía a las siguientes especies:
- Pentellina chalmasi †
- Pentellina douvillei †
- Pentellina heberti †
- Pentellina laevis †
- Pentellina pseudosaxorum †
- Pentellina tournoueri †